# Morristown (Tennessee)
Pour les articles homonymes, voir Morristown.
Morristown est une ville des États-Unis, siège du comté de Hamblen, dans l’État du Tennessee. Sa population s’élevait à 29 137 habitants lors du recensement de 2010 et est estimée à 29 663 habitants en 2016.
Elle est connue pour avoir abrité le tournage du film Evil Dead de Sam Raimi.[réf. souhaitée]

## Source
- (en) Cet article est partiellement ou en totalité issu de l’article de Wikipédia en anglais intitulé « Morristown, Tennessee » (voir la liste des auteurs).